# Vía Colectora Posorja - Nobol
La Vía Colectora Nobol-Posorja (E489) es una vía secundaria de sentido oeste-este ubicada en la Provincia de Guayas.  Esta colectora esencialmente conecta a la Transversal Austral (E40) cerca de la localidad de Gómez Rendón (Progreso) con la localidad de Posorja cerca de la Isla Puná en el Golfo de Guayaquil.  Entre Gómez Rendón (Progreso) y Posorja, la Vía Colectora Nobol-Popsorja (E489) pasa por el Baleneareo de General Villamil, comúnmente conocido simplemente como Playas.

## Localidades destacables
De oeste a este:
- Gómez Rendón (Progreso), Guayas
- General Villamil (Playas), Guayas
- Posorja, Guayas

- Datos: Q2097033